# Pointe Michel
Pointe Michel è un centro abitato della Dominica, capoluogo della parrocchia di Saint Luke.